# 貢岑巴赫河
50°3′9.84″N 9°8′9.31″E / 50.0527333°N 9.1359194°E

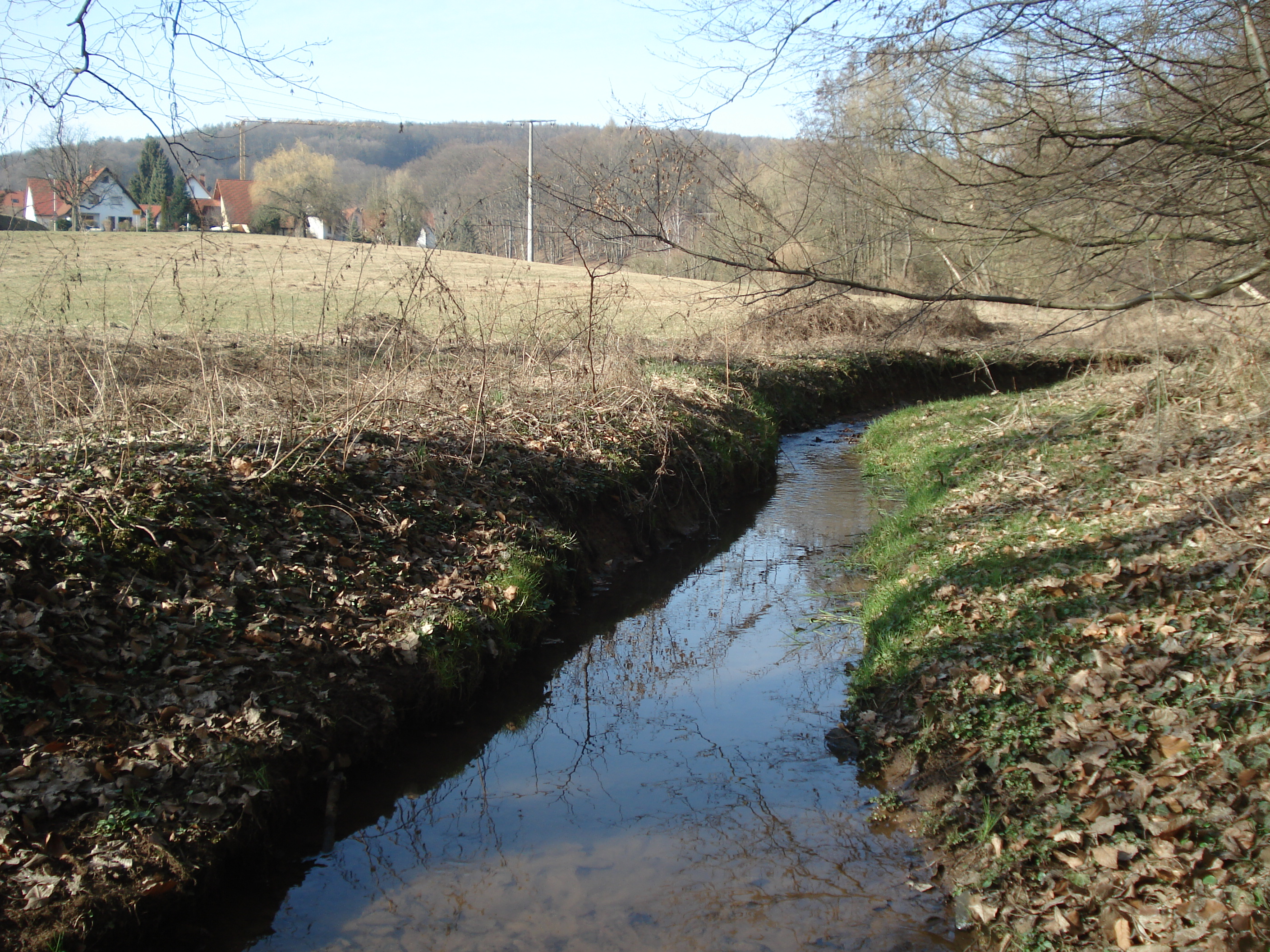

貢岑巴赫河（德語：Gunzenbach），是德國的河流，位於該國東南部，由巴伐利亞負責管轄，屬於霍倫巴赫河的左支流，河道全長1.7公里，流域面積1.9平方公里。